# يوهان كروازيت
يوهان كروازيت (15 فبراير 1992 في فرنسا - ) (بالفرنسية: Yohan Croizet) هو لاعب كرة قدم فرنسي في مركز الدفاع. لعب مع آود هيفرلي لوفين وكيه في ميخيلين ونادي ميتز ونادي فيرتون.

## روابط خارجية
- يوهان كروازيت على موقع رابطة كرة القدم الفرنسية للمحترفين (الإنجليزية)
- يوهان كروازيت على موقع الدوري الأمريكي (الإنجليزية)
- يوهان كروازيت على موقع قاعدة بيانات كرة القدم.إي يو (الإنجليزية)
- يوهان كروازيت على موقع Soccerway.com (الإنجليزية)
- يوهان كروازيت على موقع عالم كرة القدم.نت (الإنجليزية)